# Club Deportivo Castellón
El Club Deportivo Castellón S. A. D. es un club de fútbol español con sede en la ciudad de Castellón de la Plana, en la Comunidad Valenciana, España. El club fue fundado el 20 de julio de 1922, en acuerdo tomado por la junta general de la S. D. Cervantes F. C., se autorizó el cambio de nombre a Castellón Club de Fútbol y casi de inmediato a Club Deportivo Castellón. Milita en la Segunda División del fútbol español, habiendo disputado once temporadas en Primera División. Disputa sus encuentros como local en el estadio municipal Skyfi Castalia, con capacidad para 15 700 espectadores.

## Historia

### Antecedentes

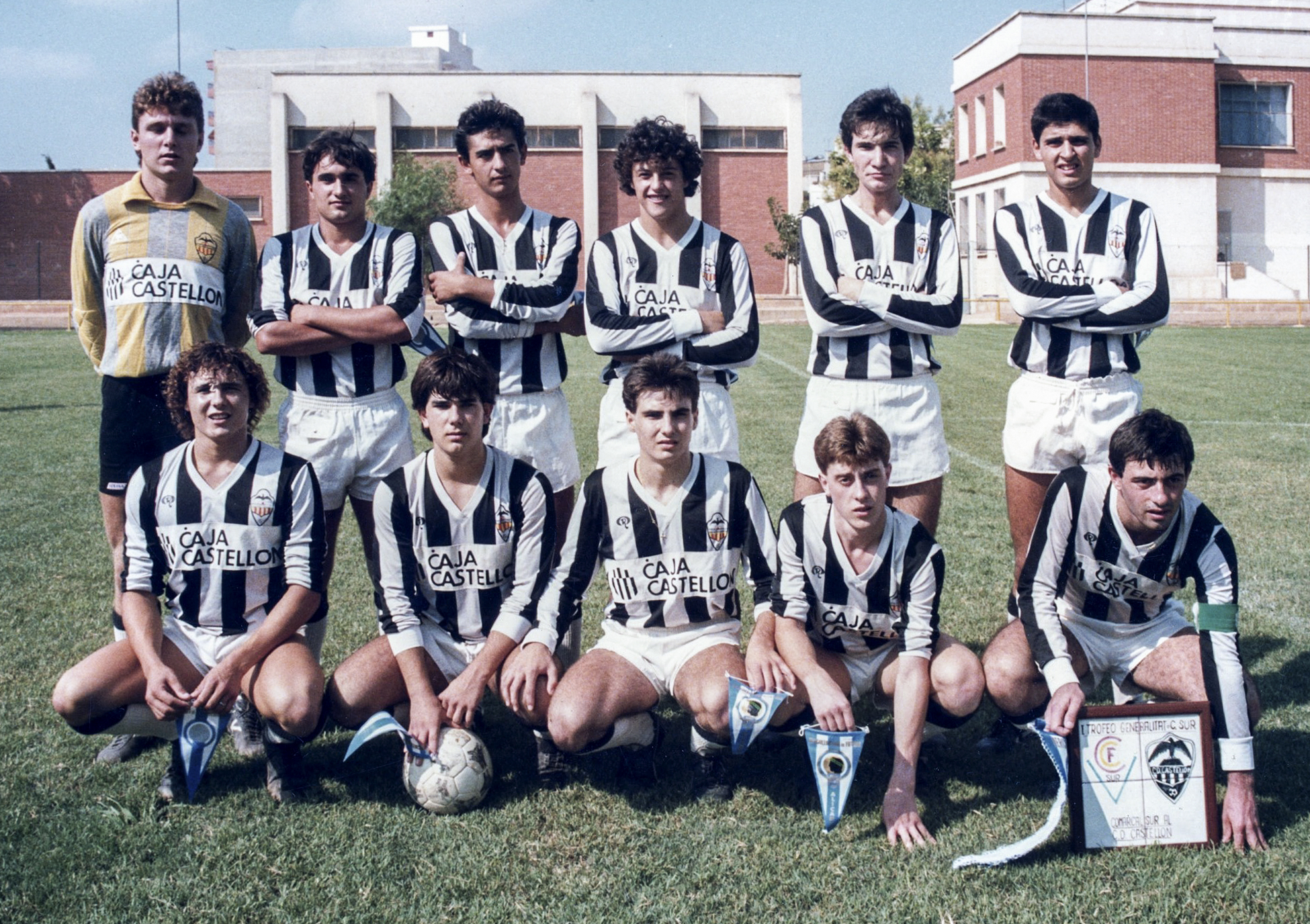
El Club Deportivo Castellón en 1985 (Trofeo comarcal)

El fútbol comienza a practicarse en Castellón a principios del siglo XX en partidos amateurs disputados entre los habitantes del pueblo. Estos “encuentros” se jugaban en los terrenos del Tiro de Pichón, hoy parque del Oeste.
En 1911 surge el primer club organizado, el Deportivo, que jugaba en el Campo del Hospital. Poco después se fundó el Castalia y pronto surgiría una gran rivalidad entre ambos clubes. Este último pasaría a ser el primer equipo de Castellón e incluso tendría campo propio, el de la carretera de Valencia, que después sería el campo de la Cultural Deportiva.
En 1919, con el fútbol en pleno auge, surgen nuevos clubes como el Obelisco, el Regional, el Ribalta o el Cervantes, con lo que ya se podían celebrar partidos de carácter local. Aquella Sociedad Deportiva Cervantes Fútbol Club sería el verdadero precursor del CD Castellón, equipo que estaba formado por jóvenes trabajadores con muy pocas posibilidades, aunque tenían el apoyo del Centro Republicano. Vestían por entonces con el uniforme tricolor de la bandera republicana, mientras que el escudo era una estrella. El fuerte auge de este club, provocó la disolución poco a poco de los demás.
Ya en 1921 existía un deseo generalizado de contar con un club que llevase el nombre de Castellón, tal y como ocurría en otros lugares de España, para poder representar a la misma en competiciones de carácter nacional. 

### Inicios
El 20 de julio de 1922, en acuerdo tomado por la Junta General de la S.D. Cervantes F.C., se autorizó el cambio de nombre a Castellón Club de Fútbol y casi de inmediato a Club Deportivo Castellón. Los colores acordados fueron pantalón negro y camiseta a rayas horizontales verde, naranja y azul (verde de los campos, naranja del fruto y azul del mar). Pero en las fábricas no encontraron estos colores y las compraron blancas. El primer presidente fue Tadeo Mallach pero no fue muy popular. El colmo de su impopularidad fue la venta de un partido a favor del Valencia. El primer entrenador fue Agustín Sancho. El escudo fue diseño de Tomás Colón. El primer partido como C. D. Castellón fue contra el Cette francés (0-2).
El 3 de noviembre de 1923 se inaugura el campo del Sequiol en partido frente al Real Club Deportivo Español (2-3). Los colores albinegros llegan el 11-10-1925 cuando deciden cambiar las camisetas para no coincidir con el Valencia Club de Fútbol que vestía igual y olvidar radicalmente el tema de la venta del partido citado anteriormente. En la temporada 1929-30 el Castellón, estando en tercera división, elimina al Atlético de Madrid de la copa en una eliminatoria a doble partido, convirtiéndose en el primer equipo de tercera categoría que elimina a una primera división.
En 1933, tras unos incidentes en el campo del Sequiol en un partido contra el Real Oviedo, la federación clausura 3 meses el campo y obliga al club a jugar sus partidos en Mestalla; a lo que se negaron los directivos del Castellón, por lo cual el club fue excluido de la competición y expulsado de las federaciones.

### Años dorados
Tras la finalización de la Guerra Civil, se recupera el club y retorna a los terrenos de juego el 1 de octubre de 1939.
La temporada 1940-41 asciende a 1.ª división en una promoción agónica contra el Real Zaragoza en el campo de Chamartín, dando comienzo a una de las etapas más brillantes del club encadenando 6 temporadas consecutivas en la máxima categoría del fútbol español. Muy destacable fue la temporada 1942-43, en la cual el Castellón estuvo cerca de ganar el título de liga tras una larga lucha con el Athletic Club; finalmente una derrota con cierta polémica en la antepenúltima jornada de liga por 5-0 en Balaídos hizo que se esfumara el sueño y fueron los vascos los que se alzaron con el título mientras que los albinegros acabaron la liga en 4.ª posición, que es la cota más alta que se alcanzó en primera.
En 1946 se inaugura el Estadio Castalia en partido frente al Atlético Aviación, dejando atrás el querido y añorado Sequiol que se quedaba pequeño para la afición. 

### Segunda y Tercera
Al concluir la campaña 1946-47 en última posición, el equipo experimenta el primer descenso de su historia y comienza un cuarto de siglo navegando sin demasiados sobresaltos por las dos categorías nacionales que sucedían a la Primera División. No obstante, en la temporada 1958-59 el equipo está a punto de bajar por primera vez a nivel regional tras sufrir una mala racha en la segunda vuelta de la liga, pero un empate en la última jornada en Sueca le permite finalizar el campeonato un punto por encima del descenso.

### Bodas de Oro
El 1 de junio de 1972, el equipo recibe en la última jornada de la liga al Mallorca con la necesidad de ganar para volver a la división de honor. Un gol de Planelles al inicio de la segunda parte y otro en propia puerta del portero rival Vallespir dan la victoria a los locales y desata el delirio entre sus seguidores tras conseguir el ansiado ascenso a Primera.
Las Bodas de Oro las cumple el club a lo grande: teniendo en sus filas a jugadores como Vicente del Bosque y Juan Bautista Planelles quedó quinto clasificado en la liga de primera división y acabó finalista de la Copa del Rey frente al Athletic Club en partido disputado en el estadio del Manzanares y que perdió por 2-0.
El 17 de junio de 1987 se inauguró el flamante Nou Estadi Castalia, el gran sueño de los aficionados “orelluts”. 
En la asamblea extraordinaria realizada el 29 de agosto de 1991, el convenio con SAD fue aprobado, y el club pasó a llamarse Club Deportivo Castellón S.A.D., con Domingo Tárrega como primer presidente del Consejo de Administración.

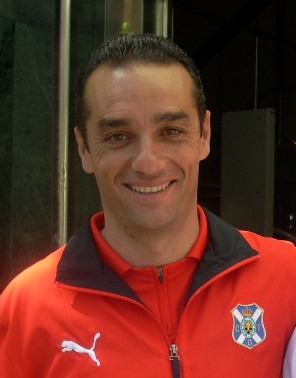
José Luis Oltra dirigió al CD Castellón entre 2002 y 2004, logrando el récord nacional de partidos sin perder.

El 15 de mayo de 1994, tras perder en la última jornada en casa contra el Compostela, se queda a dos puntos de la permanencia y desciende por primera vez a Segunda B en donde jugará once temporadas consecutivas.

### Proyecto de vuelta a Primera

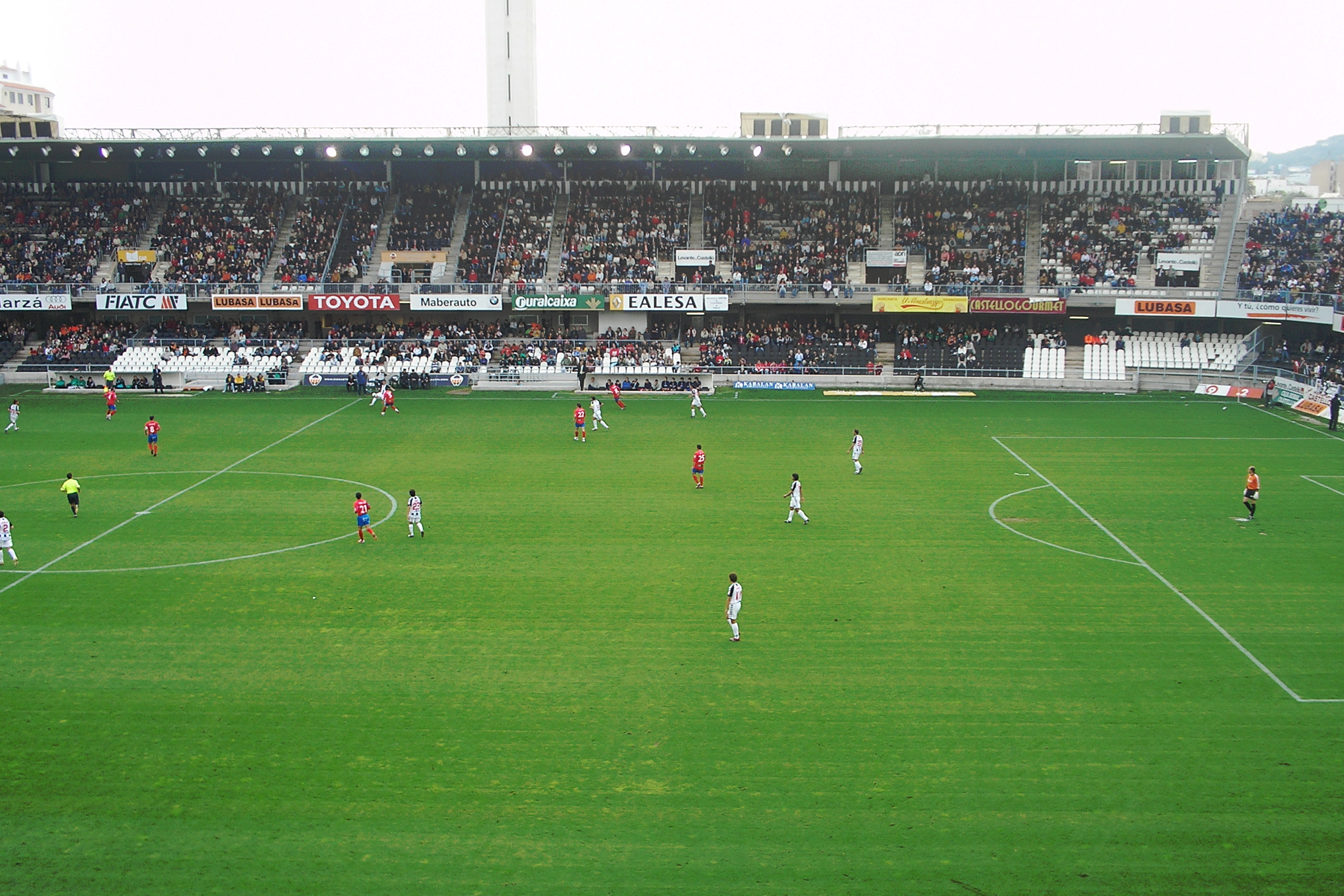
Encuentro disputado entre el CD Castellón y el CD Numancia.

A la conclusión de la temporada 2004-05, el CD Castellón es adquirido por Castellnou 2005 SL gracias al ascenso del equipo a la Segunda División de España. El objetivo de la institución es volver de nuevo a la Primera División de España. La temporada 2007-08 fue una gran temporada, en la que el equipo quedó en un magnífico 5.º puesto, muy cerca del ascenso. Además, el portero Carlos Sánchez García, se proclamó Trofeo Zamora, que le acredita como portero menos goleado de la categoría, a la vez que el equipo también fue el menos goleado. El Nuevo Castalia, se convirtió en el campo difícil de la Segunda División, donde el Castellón sacó 43 puntos, convirtiéndose en el equipo más efectivo en casa. Lo más destacado de la temporada fue la mejoría del equipo con la llegada de José Murcia al banquillo, sustituyendo a José Moré en la jornada 18. Donde el equipo pasó de luchar por alejarse del descenso a mirar hacia la Primera División. El 11 de junio de 2008, José Murcia anunció su no continuidad en el banquillo albinegro para, pese a haber manifestado no irse si no tenía ofertas de Primera División, recalar finalmente en el Celta de Vigo. Su sucesor sería Abel Resino, este, tras 8 meses en el banquillo albinegro, decidió, en febrero de 2009, aceptar la oferta del Atlético de Madrid tras la destitución de Javier Aguirre, accediendo el Castellón, que contrataría a Paco Herrera.

### Década funesta

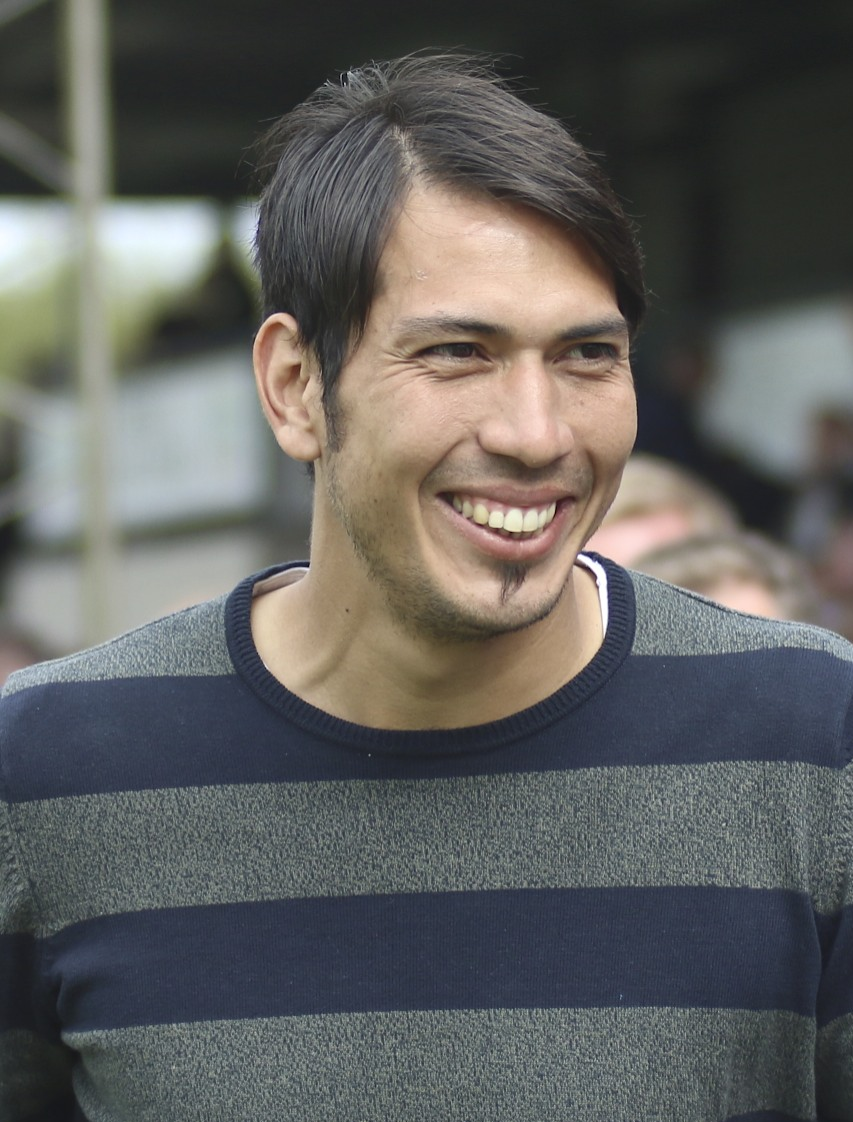
Leonardo Ulloa, jugador del Castellón entre 2008 - 2010.

En la jornada 38, en la Liga Adelante 2009-10 tras su derrota en Soria ante el C. D. Numancia por 2-1, el C. D. Castellón consumaba su descenso a la Segunda División B después de 5 años en la Segunda División de España. Fue una nefasta campaña del CD Castellón donde quedó último clasificado con 33 puntos a 18 de la salvación que marcaba el Gimnàstic de Tarragona. En la temporada 2010-2011 con la esperanza de volver a la categoría de plata el club acabó en una discreta décima posición presentando problemas económicos. Estos problemas aumentaron cuando la RFEF anunció que el CD Castellón tenía una deuda de más 400.000€ con exfutbolistas y otros miembros del club y que debían de pagar antes del 24 de junio. Finalmente, al no presentar la deuda ante la AFE, el club consumó un descenso administrativo hacia la Tercera división
Tras el descenso, el grupo Castellnou 2005 SL deja de ser el máximo accionista del CD Castellón ya que consiguen llegar a un acuerdo para la venta del club con Fernando Miralles (un empresario de Figueroles que fue visto como un simple testaferro de Castellnou) y con Fernando Gómez Colomer, exfutbolista del CD Castellón. La gestión de los nuevos propietarios no fue como se esperaba y acabaron dimitiendo a los seis meses de estar en el cargo alegando "falta de apoyo y comprensión, en mayor o menor grado, por parte de las instituciones".
Tras la dimisión de Miralles y Colomer la situación del Castellón es muy crítica y el club llega a estar al borde de la desaparición, rozando el descenso a Regional Preferente, hasta que en 2012 el club es vendido a un grupo de inversores valencianos encabezado por David Cruz Jofre, mientras que una gran parte de aficionados inician recogida de firmas y realizan manifestaciones contra los antiguos propietarios del club (Castellnou 2005 SL) que, a través de facturas falsas y otros delitos societarios, habían causado un agujero de 5,3 millones de euros en las arcas albinegras.
En la temporada 2012-13 el equipo acaba la liga regular en cuarta posición, otorgándole el privilegio de jugar los playoffs de ascenso a Segunda división B sin embargo sería eliminado por el Córdoba CF B. En la temporada posterior el club toca fondo, quedando decimoquinto clasificado a cuatro puntos del descenso. 
Los albinegros acabaron líderes del grupo VI de tercera división en la campaña 2014-15 con varias jornadas de antelación. Aquella plantilla estaba formada por exjugadores de primera división como Rubén Suárez que jugó en equipos como el Levante UD o la UD Almería; sin embargo el CD Castellón volvería a ser eliminado en la promoción de ascenso. En las dos siguientes temporadas el club se quedó a las puertas del ascenso, protagonizando eliminaciones crueles como perder una tanta de penaltis ante el Gavà o caer eliminado en el minuto 96 ante el Peña Sport de Tafalla
En este punto, la situación del CD Castellón era insostenible por la mala gestión del presidente David Cruz ya que no consigue hacer frente a las deudas y el club teme por la desaparición. Tras varias reuniones, el presidente dimite y el club es adquirido por Vicente Montesinos y por dos ex-albinegros como Ángel Dealbert y Pablo Hernández. David Cruz acaba siendo investigado por la justicia siendo expuesto a penas de prisión por administración desleal en su etapa al frente del club.

### Estabilización

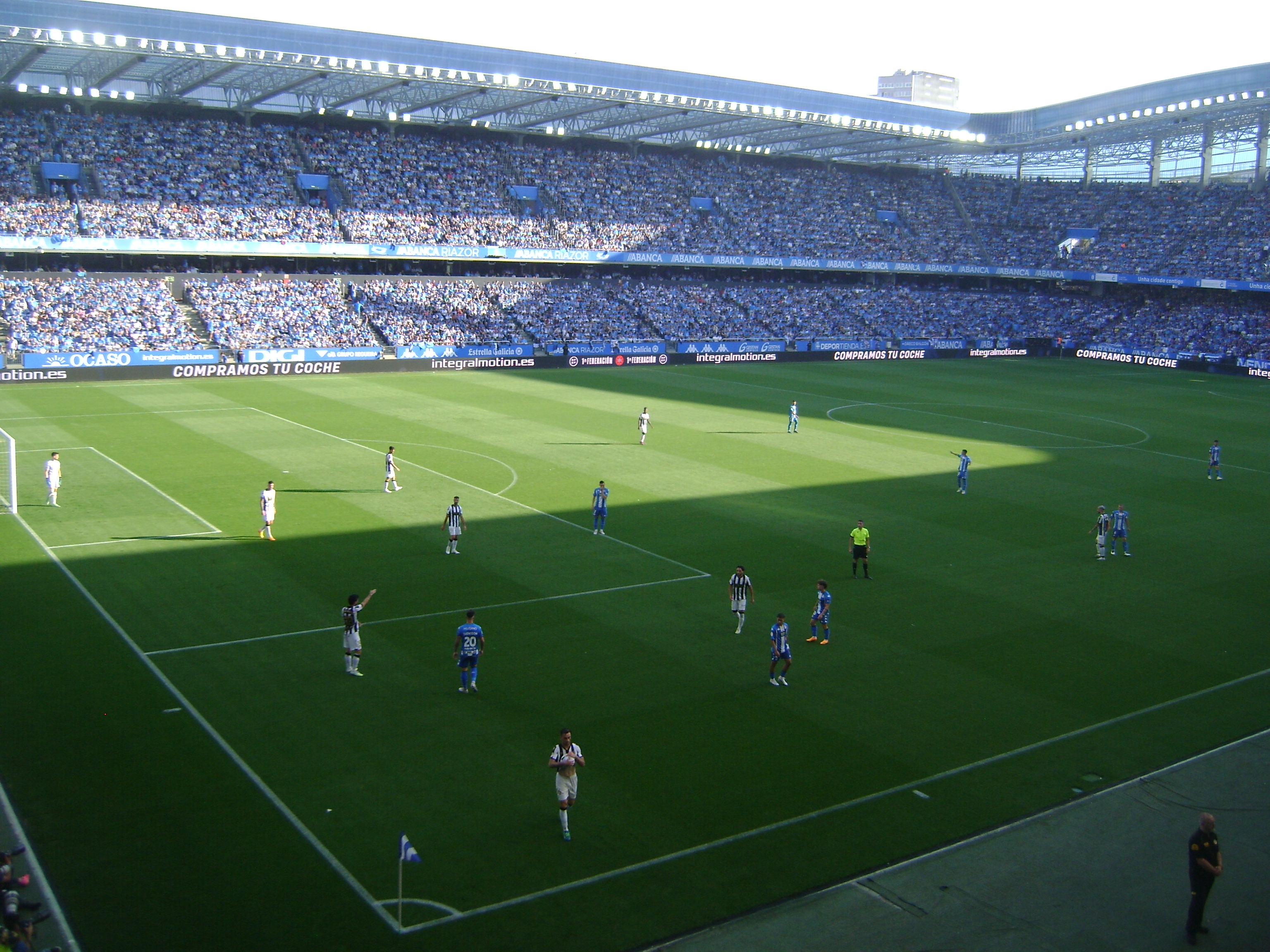
Partido disputado entre el Deportivo de La Coruña y el Castellón.

La situación del club en la temporada 2017-2018 comienza a estabilizarse. En lo deportivo, el equipo realiza una campaña notable y queda segundo en la liga regular; en lo económico, el Castellón consigue liquidar todas sus deudas; y en lo social, la cantidad de abonados llega hasta los 12.867, superando el récord de socios en Tercera División que ostentaba el Real Oviedo desde hacía trece años.
Tras quedar segundo clasificado, el CD Castellón juega su quinta promoción de ascenso en siete años. Su primer rival es el CD Tropezón, una eliminatoria en la que, tras el 1-1 de la ida en Tanos, los albinegros consiguen vencer 4-1 en casa. Su segundo oponente es el UE Sant Andreu que araña un empate sin goles en Castalia, pero que también es superado al empatar a uno en el Narcís Sala. El rival de la tercera y definitiva eliminatoria es el Club Portugalete, ante el que el club albinegro obtiene un valioso empate a uno en La Florida y gana una semana después en Castalia por 1-0, consiguiendo el retorno a Segunda división B siete años después. 
Para la temporada 2018-19, el CD Castellón ficha al sevillano Juan Guerrero como director deportivo con el objetivo de volver lo antes posible a la Liga Nacional de Fútbol Profesional. Tras su nombramiento y su posterior rueda de prensa diciendo que "Todo lo que no sea quedar primeros será un fracaso", el Castellón hace limpieza de vestuario despidiendo a casi todos sus futbolistas salvo al delantero David Cubillas, al centrocampista Marc Castells y al extremo Juanjo Gracia, que acabaría marchándose al C.F. La Nucía de Tercera a poco de iniciarse el campeonato.
El objetivo de la limpieza era confeccionar una plantilla completamente nueva con incorporaciones de jugadores con nombre como José Carlos Fernández ex del Sevilla FC y Rayo Vallecano entre otros, Paco Regalón ex del Racing de Santander, Alfredo Mayordomo ex del Reus Esportiu o Hicham Khaloua ex de la UD Almería. El sorteo del calendario quiso que el club albinegro tuviera un espinoso inicio de campeonato, recibiendo en la jornada inaugural al Atlético Baleares (que acabaría siendo campeón) y en el tercer partido al Villarreal B (que finalizaría tercero). Tras visitar en la cuarta jornada al Espanyol B (a la postre, quinto clasificado) y pese a haber conseguido tres empates contra estos difíciles rivales, la directiva no tuvo más paciencia y destituyó a Sergi Escobar. Su sustituto, David Gutiérrez, no consiguió mejorar los resultados (diez puntos en doce partidos) y acabaría también siendo despedido tras dos derrotas consecutivas contra Ejea y Sabadell.
Con el club situado al fondo de la clasificación, se nombra a Óscar Cano como nuevo técnico con el objetivo único de salvar la categoría. Con la apertura del mercado de invierno, se producen nuevas incorporaciones como César Díaz o Rubén Díez "Jamelli". Pese a la notable mejoría en los números del nuevo entrenador, 31 puntos en 22 encuentros, la herencia de la primera vuelta hace que la permanencia matemática no se alcance hasta el último momento. En el tiempo de descuento del último partido de la temporada, César Díaz, consigue el gol del triunfo que permitía al equipo evitar el descenso directo, aunque la victoria momentánea del Alcoyano en su encuentro condenaba al Castellón a jugarse la temporada en el playoff de permanencia. Con el partido en Castalia ya finalizado y los jugadores esperando acontecimientos en el centro del campo, tuvieron que pasar unos interminables minutos hasta que llegó la noticia de que el Conquense, demostrando una gran profesionalidad a pesar de estar ya descendido, había conseguido empatar en el último suspiro contra el Alcoyano, certificando la salvación del Castellón.
Veintitrés fichajes, tres entrenadores distintos y el fracasado objetivo del ascenso suponen la condena del director deportivo Juan Guerrero que es destituido el 5 de junio de 2019 en la primera decisión de Vicente Montesinos tras recuperar el control accionarial del club.

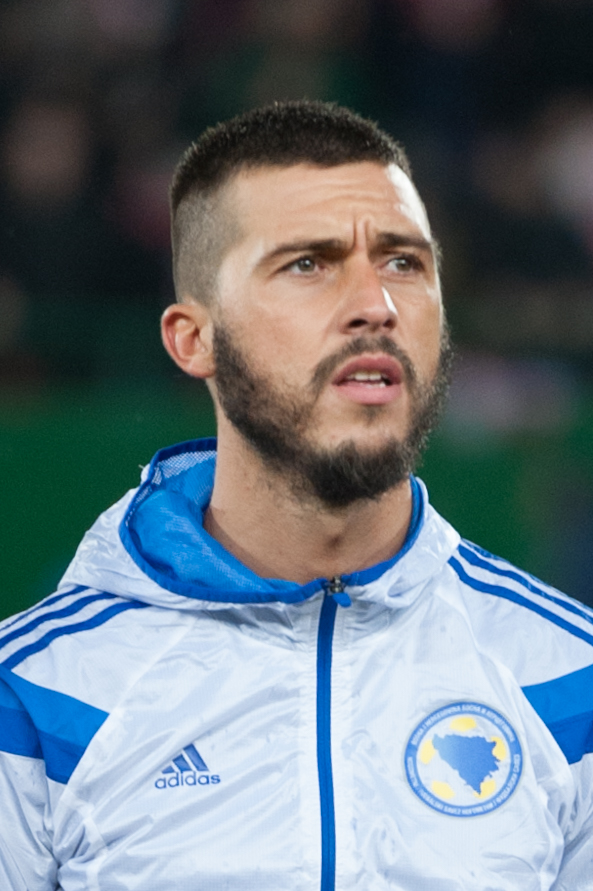
El internacional bosnio Haris Medunjanin logró el ascenso a Segunda División en la temporada 23/24.

Arrancó el Castellón la temporada 2019-20 con catorce jornadas sin perder lo que le situó como líder de su grupo en Segunda B y único equipo invicto a finales de noviembre en el fútbol nacional. Sin abandonar ya en ningún momento las plazas de promoción de ascenso, se llegó a la paralización del campeonato por culpa de la pandemia de COVID-19 a mediados de marzo de 2020. El 19 de mayo la Federación Española anunció el formato de promoción exprés en los que el Castellón se enfrentó a la UD Logroñés como campeones de sus respectivos grupos. Tras perder la eliminatoria en los penaltis, le tocó al club albinegro superar dos nuevas eliminatorias, primero frente a la Peña Deportiva y finalmente contra la UE Cornellà. Después de diez años deambulando por Segunda B y Tercera, el club volvía al fútbol profesional, en el que solo dura una temporada, ya que desciende a 1.ªRFEF; categoría en la que permanece tres temporadas.
La temporada 2023/2024 del CD Castellón fue histórica y emocionante, marcada por el éxito en la liga y en la Copa del Rey. El equipo logró un impresionante ascenso a Segunda División tras una gran campaña en Primera RFEF. El Castellón mostró consistencia y calidad a lo largo de la temporada, destacándose en la competición con un juego ''ultraofensivo''. Bajo la dirección técnica de su entrenador Dick Schreuder, el equipo supo aprovechar cada oportunidad y sortear las dificultades, logrando importantes victorias tanto en casa como fuera. La estrategia y el esfuerzo colectivo fueron clave para mantener al Castellón en los primeros puestos de la tabla durante toda la temporada. La afición, siempre fiel y apasionada, jugó un papel fundamental apoyando al equipo en cada partido, creando un ambiente inigualable en el Estadio Castalia.
El ascenso se concretó en las últimas jornadas, con una victoria por 2-3 en la Nueva Condomina ante el Real Murcia y una derrota del Córdoba CF ante el Recreativo Granada por 3-0 con victorias decisivas que permitieron al CD Castellón asegurarse un lugar en Segunda División. Este logro no solo representa un premio al esfuerzo de jugadores y cuerpo técnico, sino también un motivo de orgullo para toda la ciudad y la afición. En la Copa del Rey, el Castellón también tuvo una actuación destacada, llegando a avanzar varias rondas y enfrentándose a equipos de categorías superiores como el Osasuna.
La temporada 2023/2024 del CD Castellón será recordada como una de las más exitosas en la historia reciente del club, marcando un hito importante con el ascenso a Segunda División y dejando una base sólida para futuros logros. El equipo ha demostrado que con trabajo, dedicación y el apoyo incondicional de su afición, los sueños pueden hacerse realidad.

## Estadio

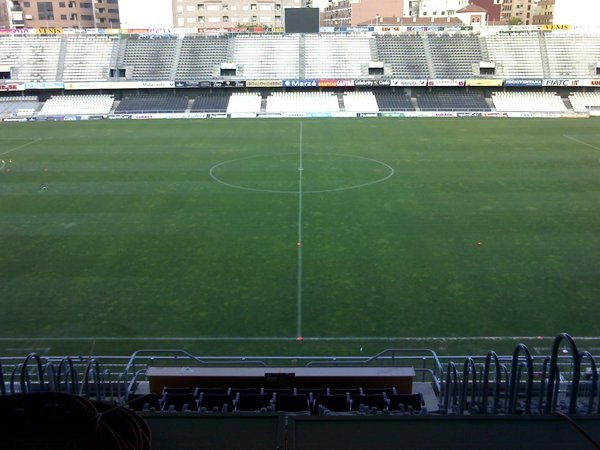
El Nou Estadi Castalia es escenario de los partidos del Castellón desde 1987.

El Nuevo Estadio Castalia es el campo de fútbol donde el Club Deportivo Castellón disputa sus encuentros como local. Tiene capacidad para 15 700 espectadores y fue inaugurado el 17 de junio de 1987. El Estadio a pesar de ser relativamente joven, se ha visto modificado en varias ocasiones, una de ellas fue la remodelación en la temporada 2004-05 que pasó de tener 14 000 a 15 700 localidades. Anteriormente el equipo disputaba sus encuentros locales en el campo del Sequiol y en el Estadio Castalia.

## Uniforme
- Uniforme titular: Camiseta blanca con franjas negras, pantalón blanco, medias blancas.
- Uniforme visitante: Camiseta verde con franjas a dos tonos, pantalón verde, medias verdes.
- Uniforme alternativo: Camiseta negra, pantalón negro, medias negras.

### Evolución
| 1922−1926 | 1926-1930 | 1930-1964 | 1964-Act. |

## Afición
El apoyo al equipo por parte de su afición, incluso en los momentos más duros de su historia deportiva, ha sido objeto de atención por parte de los medios de comunicación tanto escritos como audiovisuales, llevando al club a ser uno de los veinticinco equipos con más abonados en todo el país.
Asociaciones vinculadas:
- Pasión Albinegra
- Federación de Peñas del CD Castellón (FEDPECAS): 82 Peñas
- Asociación de pequeños accionistas y abonados "Sentimiento Albinegro"
- Asociación de Veteranos
- Asociació Cultural "Centenari Albinegre"
- Amigos de la historia de Castellón (AHISCAS)
- Agrupació de Penyes Albinegres (ADPA)

El C. D. Castellón destaca también en su afición gracias a las gradas de animación las cuales vienen derivadas de otras anteriores como Ultras Torre, Brigadas Alkoholikas, Cruzada Albinegra, Línea Albinegra o Hinchas Norte.
Actualmente los protagonistas en animación son:
- Frente Orellut (ubicada en el Gol Sur Bajo)
- Barricada Albinegra (ubicada en el Gol Norte Bajo)

## Rivalidades
Durante décadas, el Castellón fue el único rival relevante para la hegemonía del Valencia CF entre los clubes de la Federación Valenciana de Fútbol. Cabe recordar que, hasta mediados de los años 70, los clubes de la provincia de Alicante formaban parte de la Federación Murciana de Fútbol. El primer derbi liguero entre los dos equipos tuvo lugar en el Sequiol el 28 de diciembre de 1930, en Segunda división, y terminó con empate a un gol. El 23 de noviembre de 1941 se enfrentaron por primera vez en la máxima categoría, de nuevo en la capital de la Plana y con resultado de empate a 2. Aquella temporada el Valencia se proclamaría campeón de liga. A lo largo de su historia, Castellón y Valencia han disputado 26 derbis en liga, 22 de ellos en Primera división.
En Copa, se han enfrentado en tres ocasiones. La primera fue en 1961, temporada en que el Castellón acabaría descendiendo a Tercera división y el Valencia fue quinto en Primera. A pesar de tratarse de una eliminatoria a priori muy desigualada, ambos equipos empataron a 1 en Mestalla y a 0 en Castalia. Al no existir la norma del valor doble de los goles fuera de casa, se tuvo que disputar un partido de desempate que terminó con victoria valencianista por 5-0. Doce años después, en 1973, los albinegros se tomaron la revancha en una eliminatoria de cuartos de final. Tras el 0-0 de Castalia, un histórico gol de Paco Causanilles en Mestalla clasificó al Castellón por primera vez para las semifinales de la competición. La última eliminatoria fue 30 años después y es igualmente recordada, aunque por motivos bien distintos. Eliminatoria a partido único disputado en el Nuevo Castalia, el árbitro Téllez Sánchez suspendió el partido en el minuto 81 tras ser agredido. El partido se reanudó unos días después, venciendo el conjunto valencianista por 1-3.
El otro gran rival histórico es el Villareal CF. El Castellón ya disputó eliminatorias por el título de campeón regional con el campeón Villarealista, que antes de 1927 solía ser el [Club Atlético Fogethecaz[]]. Después de que los clubes alicantinos abandonaran la Federación Valenciana, no se volvieron a ver enfrentamientos oficiales con clubes de esa provincia hasta la temporada 1940-41, en la que Castellón y Hércules coincidieron en Primera división. Han coincidido cuatro temporadas en Primera división, siendo mucho más numerosos sus enfrentamientos en Segunda. No en balde, se trata de dos de los equipos con más temporadas en la división de plata. Sin embargo, la rivalidad entre Castellón y Hércules creció especialmente desde 1999, cuando ambos clubes se enfrentaron durante seis temporadas consecutivas en Segunda B y ascendieron al mismo tiempo a Segunda para compartir categoría otros cinco años seguidos.
Los otros dos equipos valencianos con los que el Castellón se ha enfrentado en más ocasiones en partido oficial son el Elche CF y, sobre todo, el Levante UD. No existe una rivalidad particular, a pesar de que la larga historia de enfrentamientos. En el caso levantinista, los primeros partidos datan de los Campeonatos Regionales de los años 20 del siglo XX, cuando el Castellón se enfrentó en repetidas ocasiones a los dos clubes antecesores de los granotas: el Levante FC y el Gimnástico de Valencia. La relación con el Real Murcia es igualmente positiva, a pesar de ser el rival contra el que más veces se ha enfrentado el Castellón en partido oficial.
Los partidos oficiales entre CD Castellón y el Villarreal CF son escasos, ya que el Villarreal pasó los primeros años de su historia en categorías no profesionales (23 temporadas en Tercera y 22 en Regional). La rivalidad entre ambos fue inexistente hasta la última temporada en que compartieron división : la 1993-94. Bien al contrario, en la jornada 33 de la temporada anterior, un Castellón que no se jugaba nada recibía a un Villarreal en puestos de descenso a Segunda B. Los visitantes vencieron con un gol de Pedro Alcañiz, mientras que la falta de intensidad de los locales para llevarse el partido fue criticada incluso por su propia afición. La rivalidad nació a finales de la temporada siguiente, que acabó con el descenso albinegro y con el debate sobre la posible ampliación de la Segunda división de fondo. Irónicamente, desde aquel entonces solo se han cruzado en una eliminatoria de Copa del Rey la cual acabó con un resultado global de 4-0 a favor del Villarreal.
| Competición              | Fecha      | Local      | Resultado     | Visitante  |
| ------------------------ | ---------- | ---------- | ------------- | ---------- |
| Tercera División 1957-58 | 29-12-1957 | Villarreal | 2-0           | Castellón  |
| Tercera División 1957-58 | 04-05-1958 | Castellón  | 1-1           | Villarreal |
| Tercera División 1958-59 | 28-09-1957 | Villarreal | 2-1           | Castellón  |
| Tercera División 1958-59 | 18-01-1959 | Castellón  | 0-1           | Villarreal |
| Tercera División 1959-60 | 25-10-1959 | Villarreal | 1-1           | Castellón  |
| Tercera División 1959-60 | 14-02-1960 | Castellón  | 3-2           | Villarreal |
| Tercera División 1968-69 | 12-01-1969 | Castellón  | 2-1           | Villarreal |
| Tercera División 1968-69 | 01-06-1969 | Villarreal | 0-1           | Castellón  |
| Segunda División 1970-71 | 04-10-1970 | Castellón  | 1-1           | Villarreal |
| Segunda División 1970-71 | 14-02-1971 | Villarreal | 0-2           | Castellón  |
| Segunda División 1971-72 | 21-11-1971 | Villarreal | 0-0           | Castellón  |
| Segunda División 1971-72 | 26-03-1972 | Castellón  | 0-2           | Villarreal |
| Copa del Rey 1978-79     | 20-09-1978 | Villarreal | 1-1           | Castellón  |
| Copa del Rey 1978-79     | 01-10-1978 | Castellón  | 3-3 (2-3 pen) | Villarreal |
| Copa del Rey 1988-89     | 31-08-1988 | Villarreal | 1-1           | Castellón  |
| Copa del Rey 1988-89     | 15-09-1988 | Castellón  | 2-1           | Villarreal |
| Segunda División 1992-93 | 13-12-1992 | Villarreal | 1-1           | Castellón  |
| Segunda División 1992-93 | 16-05-1993 | Castellón  | 0-1           | Villarreal |
| Segunda División 1993-94 | 09-01-1994 | Castellón  | 0-2           | Villarreal |
| Segunda División 1993-94 | 08-05-1994 | Villarreal | 0-1           | Castellón  |
| Copa del Rey 2006-07     | 25-10-2006 | Castellón  | 0-2           | Villarreal |
| Copa del Rey 2006-07     | 08-11-2006 | Villarreal | 2-0           | Castellón  |

Otras rivalidades de menor importancia son las que mantiene con el Nàstic de Tarragona y con el extinto Alicante CF.

## Himno
El himno oficial del C. D. Castellón, el "Pam Pam Orellut", fue grabado en 1972 por las voces de la Murga Típica Fadrell Camp, del director y compositor José Gargori, en los estudios castellonenses de la Cadena SER, interviniendo como solista el barítono Miquel Soler i Barberà.
La historia de este himno se remonta a los años 20 cuando el portero José Alanga colocaba detrás de su portería un peculiar amuleto: un pequeño elefante de ébano con enormes orejas que su hermano le había traído de las guerras del Rif. A los partidos también acudía un simpatizante llamado Jaime Varella cuyas orejas no desmerecían a las del elefante y que siempre animaba al equipo dando dos palmadas ("¡pam, pam!"), provocando la respuesta ("¡orellut!") entre los aficionados que le rodeaban y que se escudaban en la presencia del amuleto para excusarse.
En el escudo de tu historia,

Club Deportivo Castellón,

una victoria

siempre campea

temblando al viento de la emoción.

Y al desplegarse tus banderas

con sus colores bajo el sol

a la memoria

llega la gloria

del viejo campo del Sequiol

¡Pam, Pam, Orellut!

(bis)

## Jugadores y cuerpo técnico

### Plantilla y cuerpo técnico
Tal y como exige la normativa de la LaLiga, los jugadores de la primera plantilla deberán llevar los dorsales del 1 al 25. Los jugadores con dorsales superiores al 25 son, a todos los efectos, jugadores del Club Deportivo Castellón "B", y como tales, podrán compaginar partidos con el primer y segundo equipo. Por otro lado, un canterano debe permanecer al menos tres años en edad formativa en el club (15-21 años) para ser considerado como tal.

### Histórico de internacionales
Por las filas del club han pasado un importante grupo de jugadores que antes, durante o después de militar en el equipo albinegro llegaron a ser internacionales absolutos.
| Nombre                | Años en el club       | Selección         | Partidos | Goles | Años internacional |
| --------------------- | --------------------- | ----------------- | -------- | ----- | ------------------ |
| Alfonso Olaso         | 1931                  | España            | 1        | 0     | 1927               |
| Manuel Domènech       | 1942-1946 y 1959-1961 | España            | 3        | 0     | 1955               |
| Marcet                | 1947-1948             | España            | 3        | 2     | 1951-1953          |
| Ferreira              | 1960-1961             | Brasil            | 5        | 4     | 1956               |
| Miguel Ángel González | 1967-1968             | España            | 18       | 0     | 1975-1982          |
| Morollón              | 1968                  | España            | 2        | 0     | 1963               |
| José Araquistáin      | 1971-1973             | España            | 6        | 0     | 1960-1962          |
| Planelles             | 1971-1973 y 1978-1983 | España            | 2        | 0     | 1973               |
| Manuel Clares         | 1971-1974             | España            | 1        | 0     | 1973               |
| Vicente Del Bosque    | 1972-1973             | España            | 18       | 1     | 1975-1980          |
| Francisco Vidagany    | 1974-1975             | España            | 4        | 0     | 1969               |
| Enrique Saura         | 1974-1975 y 1985-1988 | España            | 23       | 4     | 1978-1982          |
| Pichi Alonso          | 1975-1977             | España            | 3        | 0     | 1978-1980          |
| Miguel de Andrés      | 1978-1979             | España            | 2        | 0     | 1984               |
| Rubén Valdez          | 1978-1979             | España            | 9        | 5     | 1972-1975          |
| Robert Fernández      | 1979-1981             | España            | 29       | 2     | 1982-1991          |
| György Tatár          | 1983-1984             | Hungría           | 11       | 5     | 1978-1980          |
| Botubot               | 1984-1986             | España            | 1        | 0     | 1978               |
| Raúl Gamboa           | 1985                  | Honduras          | 1        | 0     | 1984               |
| Đorđe Vujkov          | 1986-1988             | Yugoslavia        | 4        | 0     | 1977               |
| Mikael Martinsson     | 1987-1988             | Suecia            | 6        | 0     | 1991-1993          |
| Walter Pelletti       | 1989-1991             | Uruguay           | 8        | 0     | 1992-1993          |
| Ndujka Ugbade         | 1989-1991             | Nigeria           | 11       | 4     | 1992-1994          |
| Ígor Dobrovolski      | 1991                  | URSS              | 25       | 7     | 1986-1991          |
| Ígor Dobrovolski      | 1991                  | CEI               | 4        | 1     | 1992               |
| Ígor Dobrovolski      | 1991                  | Rusia             | 18       | 2     | 1992-1998          |
| Mladen Mladenović     | 1991-1993             | Croacia           | 19       | 3     | 1990-1996          |
| Gaizka Mendieta       | 1992                  | España            | 40       | 8     | 1999-2002          |
| Ricardo Arias         | 1992-1993             | España            | 1        | 0     | 1979               |
| Ihar Hurynovich       | 1993-1994             | URSS              | 1        | 0     | 1984               |
| Ihar Hurynovich       | 1993-1994             | Bielorrusia       | 3        | 1     | 1994-1995          |
| Rade Tošić            | 1993-1995             | Yugoslavia        | 1        | 0     | 1988               |
| Sergio Barila         | 1996                  | Guinea Ecuatorial | 3        | 1     | 2003               |
| Epitié                | 1997 y 2005-2007      | Guinea Ecuatorial | 12       | 3     | 2003-2008          |
| Fernando              | 1999-2000             | España            | 8        | 2     | 1989-1992          |
| Juvenal Edjogo        | 2004                  | Guinea Ecuatorial | 39       | 8     | 2003-2015          |
| José Luis Rondo       | 2004-2005             | Guinea Ecuatorial | 13       | 0     | 2003-2009          |
| Emilio Nsue           | 2008-2009             | Guinea Ecuatorial | 44       | 22    | 2013-2024          |
| César Martín          | 2009-2010             | España            | 12       | 3     | 1999-2004          |
| Ricardo Páez          | 2009-2010             | Venezuela         | 64       | 6     | 2000-2007          |
| David Silva           | 2010                  | Cabo Verde        | 6        | 0     | 2012-2013          |
| Florin Andone         | 2010-2011             | Rumania           | 25       | 2     | 2015-2019          |
| Raúl Fabiani          | 2016                  | Guinea Ecuatorial | 11       | 0     | 2012-2015          |
| Nuha Marong           | 2018                  | Gambia            | 4        | 0     | 2019-2021          |
| Rene Krhin            | 2021                  | Eslovenia         | 48       | 2     | 2008-2019          |
| Pablo Hernández       | 2021-2023             | España            | 4        | 1     | 2009-2010          |
| Yac Diori             | 2021-2023             | Níger             | 11       | 0     | 2016-2023          |
| Dani Torres           | 2021-2022             | Colombia          | 14       | 0     | 2015-2017          |
| Giorgi Kochorashvili  | 2022-2023             | Georgia           | 17       | 2     | 2023-              |
| Jeremy de León        | 2022-2024             | Puerto Rico       | 2        | 2     | 2024-              |
| Haris Medunjanin      | 2023-2024             | Bosnia            | 60       | 9     | 2009-2018          |
| Gervane Kastaneer     | 2023-2024             | Curaçao           | 17       | 5     | 2018-              |
| Lars Veldwijk         | 2024                  | Sudáfrica         | 7        | 0     | 2016-2019          |
| Amir Abedzadeh        | 2024-                 | Irán              | 11       | 0     | 2018-2022          |
| Ousmane Camara        | 2024-                 | Guinea            | 1        | 0     | 2024-              |
| Jetro Willems         | 2024-2025             | Países Bajos      | 22       | 0     | 2012-2016          |
| Santi Borikó          | 2024-                 | Guinea Ecuatorial | 1        | 0     | 2025-              |
| Miloš Jojić           | 2025                  | Serbia            | 5        | 1     | 2013-2014          |
| Awer Mabil            | 2025-                 | Australia         | 32       | 9     | 2018-2023          |
| Juan Escobar          | 2025                  | Paraguay          | 13       | 0     | 2017-2022          |

### Histórico de entrenadores
| Nombre                      | Años    | P  |
| --------------------------- | ------- | -- |
| Agustí Sancho               | 1922    |    |
| Juan Marcos Salvador        | 1923-24 | 8  |
| José von Kauffer Zeller     | 1924-25 | 8  |
| Alejandro Gutiérrez Sanjuán | 1925-26 | 14 |
| Jack Greenwell              | 1926-28 | 37 |
| José Almela                 | 1928    | 6  |
| Teodoro Mauri               | 1928-29 | 8  |
| Ángel Balbas                | 1929    | 11 |
| Carlos Platko               | 1929-31 | 41 |
| Julián Ruete                | 1931-32 | 46 |
| Andrés Balsa de Antón       | 1932-33 | 28 |
| Paco Guillén                | 1939-40 | 11 |
| Teodoro Mauri               | 1940-41 | 39 |
| Emilio Vidal                | 1941-44 | 94 |
| Juan Melenchón              | 1944-45 | 28 |
| Emilio Vidal                | 1945-46 | 29 |
| Teodoro Mauri               | 1946    | 12 |
| Andrés Balsa de Antón       | 1946-47 | 21 |
| Paco Guillén                | 1947-48 | 32 |
| Francisco Gómez             | 1948-49 | 27 |
| Antonio Santolaria          | 1949    | 0  |
| José Redó                   | 1949-50 | 18 |
| Antonio Santolaria          | 1950    | 13 |
| Leopoldo Costa Rino         | 1950-51 | 32 |
| Emilio Vidal                | 1951-52 | 36 |
| Valentín Reig Picolín       | 1952-54 | 52 |
| Paco Guillén                | 1954    | 20 |
| Josep Escolà                | 1954-55 | 18 |
| Pedro Paradells             | 1955-56 | 30 |
| Valentín Reig Picolín       | 1956    | 3  |
| José Brand                  | 1956-57 | 27 |
| Vicente Hernández           | 1957    | 11 |
| Manuel Cruz                 | 1957-59 | 58 |
| Luis Serrano                | 1959    | 5  |
| Vicente Hernández           | 1959    | 12 |
| José Arnau                  | 1959-60 | 37 |
| Paco Guillén                | 1960    | 4  |
| Camilo Liz                  | 1960-62 | 58 |
| Sergio Rodríguez            | 1962    | 7  |
| Vicente Hernández           | 1962    | 3  |
| Pedro Paradells             | 1962    | 1  |
| Vicente Asensi              | 1962    | 11 |
| Andrés Quetglas             | 1962-63 | 26 |
| Pedro Sará                  | 1963-65 | 53 |
| Juan Ramón                  | 1965-67 | 83 |
| Luis Belló                  | 1967-68 | 23 |
| Vicente Dauder              | 1968-70 | 94 |

| Nombre                | Años      | P   |
| --------------------- | --------- | --- |
| Lucien Müller         | 1970-74   | 155 |
| Paco Gento            | 1974      | 11  |
| Cela                  | 1974      | 1   |
| Aleksandar Obradović  | 1974-76   | 56  |
| Camilo Liz            | 1976      | 2   |
| Cela                  | 1976      | 6   |
| Camilo Liz            | 1976      | 6   |
| Alfredo Di Stéfano    | 1976-77   | 42  |
| Camilo Liz            | 1977-78   | 44  |
| Paquito               | 1978-80   | 86  |
| Benito Joanet         | 1980-81   | 64  |
| Osman Bendezu         | 1981-82   | 22  |
| Cela                  | 1982      | 15  |
| José Antonio Naya     | 1982-83   | 27  |
| Luis Serrano          | 1983      | 6   |
| Antonio Torres        | 1983-85   | 79  |
| Antal Dunai           | 1985-86   | 56  |
| Antonio Navarro Tonín | 1986      | 1   |
| Roberto Gil           | 1986      | 18  |
| Benito Joanet         | 1986-87   | 48  |
| Carlos Virba          | 1987      | 4   |
| Antonio Navarro Tonín | 1987      | 1   |
| Paco Causanilles      | 1987-88   | 43  |
| Luiche                | 1988-91   | 121 |
| Pepe Heredia          | 1991      | 1   |
| Lucien Müller         | 1991      | 18  |
| Quique Hernández      | 1991-92   | 28  |
| García Hernández      | 1992      | 6   |
| Paco Causanilles      | 1992      | 15  |
| Ciriaco Cano          | 1992-94   | 52  |
| Luiche                | 1994      | 17  |
| García Hernández      | 1994-95   | 31  |
| Roberto Gil           | 1995      | 27  |
| Antonio Navarro Tonín | 1995      | 1   |
| Paco Bonachera        | 1995-96   | 17  |
| Pepe Heredia          | 1996      | 1   |
| Pascual Pegueroles    | 1996      | 11  |
| Luiche                | 1996      | 0   |
| Paco Causanilles      | 1996-97   | 29  |
| Osman Bendezu         | 1997      | 11  |
| Floro Garrido         | 1997      | 0   |
| Jordi Gonzalvo Solà   | 1997-98   | 24  |
| Santi Palau           | 1998      | 24  |
| Antonio Manchado      | 1998      | 1   |
| Gonzalo Hurtado       | 1998-99   | 27  |
| Quique Hernàndez      | 1999-2000 | 22  |
| Carlos Simón Server   | 2000      | 28  |

| Nombre               | Años             | P  |
| -------------------- | ---------------- | -- |
| Pepe Morata          | 2000-01          | 9  |
| Ángel González Crego | 2001             | 25 |
| Juan Carlos Álvarez  | 2001             | 15 |
| Pepe Heredia         | 2001             | 1  |
| Santi Palau          | 2001-02          | 25 |
| Jorge Palomo         | 2002             | 5  |
| José Luis Oltra      | 2002-04          | 89 |
| Javi López           | 2004-05          | 36 |
| Álvaro Cervera Díaz  | 2005             | 9  |
| Martín Delgado       | 2005             | 11 |
| Pep Moré             | 2005-07          | 96 |
| Pepe Murcia          | 2007-08          | 24 |
| Abel Resino          | 2008-09          | 26 |
| Paco Herrera         | 2009             | 20 |
| David Amaral         | 2009             | 8  |
| Tintín Márquez       | 2009-10          | 24 |
| Asier Garitano       | 2010             | 11 |
| Jordi Vinyals        | 2010             | 12 |
| Casuco               | 2010-11          | 28 |
| Javi Cabello         | 2011-12          | 23 |
| Fernández Cuesta     | 2012             | 15 |
| Ximo Badenes         | 2012             | 4  |
| Fernández Cuesta     | 2012-13          | 40 |
| Jorge Peris          | 2013             | 12 |
| Ximet                | 2014             | 1  |
| José Soler Moya      | 2013-14          | 12 |
| Juan Carlos Ortiz    | 2014             | 1  |
| Ramón Moya           | 2014             | 18 |
| Joan Esteva          | 2014             | 16 |
| Ramón Moya           | 2014             | 1  |
| Ramón Calderé        | 2014-2015        | 55 |
| Kiko Ramírez         | 2015-2016        | 34 |
| Frank Castelló       | 2016             | 22 |
| Manu Calleja         | 2017             | 24 |
| Frank Castelló       | 2017             | 14 |
| Sergi Escobar        | 2017-2018        | 38 |
| Guti                 | 2018             | 12 |
| Oscar Cano           | 2018-2021        | 81 |
| Juan Carlos Garrido  | 2021             | 19 |
| Sergi Escobar        | 2021-2022        | 42 |
| Rubén Torrecilla     | 2022-2023        | 17 |
| Albert Rudé          | 2023             | 22 |
| Dick Schreuder       | 2023- Actualidad |    |

## Estadísticas

### Estadísticas 2007-08
| Segunda División | Posición | Pts | J  | G  | E  | P  | F  | C  |
| CD Castellón     | 5.º      | 61  | 42 | 16 | 13 | 13 | 42 | 37 |

- Máximos Goleadores:
  - José Tabares - 10 goles
  - Manuel Arana - 6 goles
  - Pedro Pinazo "Perico" - 5 goles
- Top Porteros
  - Cárlos Sánchez - 27 goles en 33 partidos (Ganador del Trofeo Zamora)
  - Xavi Oliva - 10 goles en 9 partidos

### Estadísticas 2008-09
| Segunda División | Posición | Pts | J  | G  | E  | P  | F  | C  |
| CD Castellón     | 7.º      | 65  | 42 | 17 | 14 | 11 | 55 | 42 |

- Máximos Goleadores:
  - Leonardo Ulloa - 16 goles
  - Mario Rosas - 10 goles
  - Manuel Arana" - 9 goles
- Top Porteros
  - Cárlos Sánchez - 35 goles en 34 partidos
  - Xavi Oliva - 7 goles en 8 partidos

### Estadísticas 2009-10
| Segunda División | Posición | Pts | J  | G | E  | P  | F  | C  |
| CD Castellón     | 22.º     | 33  | 42 | 7 | 12 | 23 | 37 | 62 |

- Máximos Goleadores:
  - Leonardo Ulloa - 14 goles
  - Dani Pendín - 4 goles
  - Sergio Mantecón - 4 goles
- Top Porteros
  - Francisco Javier Lledó - 49 goles en 34 partidos
  - Carlos Sánchez - 13 goles en 8 partidos

### Estadísticas 2010-11
| Segunda Div. ''B'' | Posición | Pts | J  | G  | E | P  | F  | C  |
| CD Castellón       | 10.º     | 53  | 38 | 15 | 8 | 15 | 39 | 42 |

- Máximos Goleadores:
  - Luismi Loro - 17 goles
  - Héctor Simón - 4 goles
  - Pau Franch - 4 goles
  - Mamady Dianga - 4 goles
- Top Porteros
  - Rangel - 41 goles en 36 partidos

### Estadísticas 2023-24
| Primera Federación | Posición | Pts | J  | G  | E | P | GF | GC |
| ------------------ | -------- | --- | -- | -- | - | - | -- | -- |
| CD Castellón       | 1.º      | 82  | 38 | 26 | 4 | 8 | 74 | 39 |

- Máximos Goleadores:
- Jesús de Miguel - 16 goles
- Haris Medunjanin - 9 goles
- Manu Sánchez - 8 goles
- Raúl Sánchez - 7 goles
- Estadísticas Porteros:
- Gonzalo Crettaz - 38 concedidos en 37 partidos
- Jacob Carney - 1 gol en 1 partido

## Palmarés

### Torneos nacionales: 13
| Competición Nacional                      | Títulos | Subcampeonatos                      |
| ----------------------------------------- | --- | ----------------------------------- |
| Copa de España (0/1)                      | | 1972-73.                            |
| Segunda División de España (2/1)          | 1980-81, 1988-89. | 1971-72.                            |
| Segunda División B de España (2/0)        | 2002-03 (Gr. III), 2019-20 (Gr. III).                                                                                      |                                     |
| Tercera División de España (7/2)          | 1929-30 (Gr. V), 1952-53 (Gr. V), 1963-64 (Gr. IX), 1964-65 (Gr. IX), 1965-66 (Gr. IX), 1968-69 (Gr. V), 2014-15 (Gr. VI). | 1957-58 (Gr. IX), 2017-18 (Gr. VI). |
| Copa de la Liga de Segunda División (1/0) | 1984. |                                     |
| Copa Federación de España (0/1)           | | 2014-15.                            |
| Campeonato de España de Aficionados (1/1) | 1986. | 1983.                               |

### Torneos regionales
| Competición Regional                   | Títulos           | Subcampeonatos                      |
| -------------------------------------- | ----------------- | ----------------------------------- |
| Campeonato Regional de Valencia (2/4)  | 1928-29, 1929-30. | 1926-27, 1930-31, 1931-32, 1932-33. |
| Fase regional de Copa Federación (1/0) | 2014-15.          |                                     |

### Torneos amistosos
- Trofeo Ciudad de Albacete (1): 1975.
  - Subcampeón del Trofeo Ciudad de Albacete (2): 1974, 1978.
- Trofeo Costa de Valencia (1): 1975.
- Trofeo de San Julián (1): 2010.